# Zhangna
Zhangna (kinesiska: 章纳, 章纳乡) är en socken i Kina. Den ligger i provinsen Sichuan, i den sydvästra delen av landet, omkring 420 kilometer väster om provinshuvudstaden Chengdu. Antalet invånare är 1189. Befolkningen består av 590 kvinnor och 599 män. Barn under 15 år utgör 29,0 %, vuxna 15-64 år 65 %, och äldre över 65 år 5,0 %.
Genomsnittlig årsnederbörd är 699 millimeter. Den regnigaste månaden är juli, med i genomsnitt 193 mm nederbörd, och den torraste är november, med 1 mm nederbörd.